# NX technology
NoMachineは、ルクセンブルグに本社があるNoMachine社によって開発された独自のソフトウェアアプリケーションである。PC同士のリモートアクセスやデスクトップ共有、Linuxでは仮想のデスクトップとして、またファイル転送のためのクロスプラットフォームが可能となる。
NoMachineは、Windows、Mac、Linux、Raspberry、Linux ARMにインストールし使用する。NoMachineを使用するとユーザーはデスクトップにリモートでアクセスが可能となる。インストールされたWindows、Mac OS X、iOS、Android、Linux、Raspberry、Linux ARM、HTMLブラウザからNoMachineクライアントソフトウェアを接続させる。その他機能は、USBリダイレクト、セッションの記録、ファイル転送、マルチメディア機能、ブラウザベースのアクセス等である。NoMachineは、マルチコンピュータノードクラスタリングやフェイルオーバー機能もある。
NoMachine Linux製品は、上記でも記載した通り、仮想のデスクトップとして使用できる。Linux Terminal Serverを使用することで、複数の仮想Linux デスクトップを実行することが出来る。ネットワーク接続でリモートアクセスも出来る。

## 背景
通称NX（NoMachine'）と呼ばれているNXテクノロジーは、Differential X Protocol Compressorプロジェクト（DXPC）から生まれた。2003年にダイアルアップモデムのように低速の接続でも使用できるようにnative X display protocolの性能を改善させた。リモート接続をSSHセッションでラップして暗号化するものである。コアとなるテクノロジーはGNU GPL2ライセンス（NX 1）としてLinuxサーバーのためにリリースされた。NXサーバやNXクライアントプログラムなどのコンポーネントは2003年2月14日に自社開発製品として発売された。2012年にオープンソース版がリリースされた。
2013年のversion 4.0リリースからクローズドソースとなった。同年にNoMachine'となった。